# Cẩm Xá
Cẩm Xá là một xã thuộc thị xã Mỹ Hào, tỉnh Hưng Yên, Việt Nam.

## Địa lý
Xã Cẩm Xá có vị trí địa lý:
- Phía đông giáp xã Dương Quang
- Phía tây giáp các phường Nhân Hòa và Phan Đình Phùng
- Phía nam giáp các phường Bạch Sam, Phùng Chí Kiên và Dị Sử
- Phía bắc giáp phường Phan Đình Phùng và huyện Văn Lâm.

Xã Cẩm Xá có diện tích 8,94 km², dân số năm 2019 là 11.150 người, mật độ dân số đạt 1.247 người/km².

## Lịch sử
Ngày 13 tháng 3 năm 2019, Ủy ban Thường vụ Quốc hội ban hành Nghị quyết số 656/NQ-UBTVQH14 về việc thành thị xã Mỹ Hào và xã Cẩm Xá trực thuộc thị xã Mỹ Hào.